# Olof Ackerman
Olof Ackerman, född 28 mars 1731 i Torpa socken, Östergötlands län, död 6 april 1789 i Vedevåg, Lindesbergs församling, Örebro län var en svensk lärare och psalmförfattare. 
Under 1750-talet var han bokhållare och lärare i Hedvig Eleonora församling i Stockholm. Han fortsatte sen på stadsfiskalskontoret i Stockholm, varifrån han fick avsked 1766. 
Ackerman var nära vän med Anders Carl Rutström och utgav efter dennes död alla rättegångshandlingarna mot honom i tryck. Ackerman författade också psalmtexter.

## Psalmer
- Ack sälla stund jag efterlängtar tryckt i Sions Nya Sånger 1778. Finns på Wikisource.